# Сара (Леко)
Сара је насеље у Италији у округу Леко, региону Ломбардија.
Према процени из 2011. у насељу је живело 230 становника. Насеље се налази на надморској висини од 333 м.